# Société anonyme de Charbonnage du Paradis, d'Avroy et Boverie
Pour les articles homonymes, voir Avroy et Boverie.

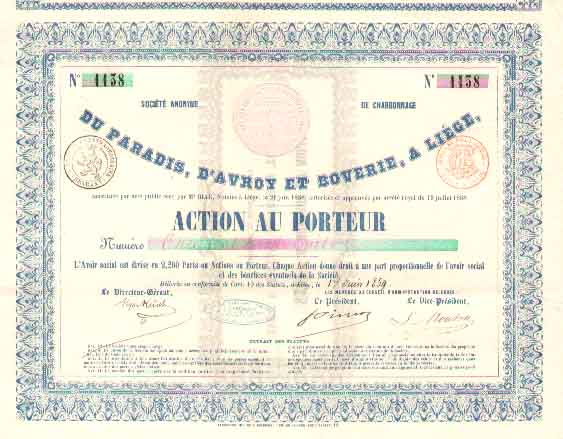
Action de l'ancien Charbonnage du Paradis, d'Avroy et Boverie de 1856

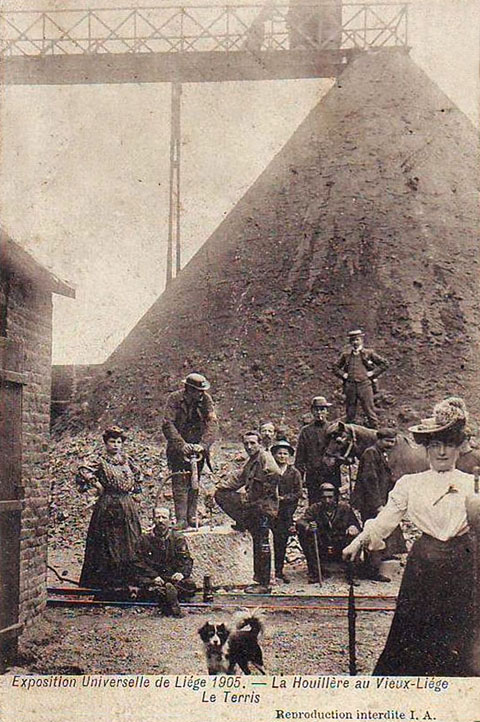
Terril de la Houillère du Vieux-Liège en 1905

La Société anonyme de Charbonnage du Paradis, d'Avroy et Boverie est une ancienne société charbonnière de la région de Liège, dont la concession se situait sous le territoire de l'ancienne commune de Liège, de part et d'autre de la vallée de la Meuse, au niveau de son confluent avec l'Ourthe, sous les actuels quartiers des Guillemins, d'Avroy, Boverie et Vennes,.
La concession était notamment exploitée par la Houillère du Paradis, dans l'actuel quartier de Fragnée, en rive gauche. Elle voisinait notamment au sud les concessions de la Société anonyme des Charbonnages du Bois d'Avroy et de la Société anonyme du Charbonnage d'Angleur. À l'est, la concession de la Société anonyme des Charbonnages de la Chartreuse et Violette. À l'ouest, le Charbonnage de La Haye. Et au nord, le territoire non-concédé du centre-ville.
L'entreprise disparut fin du XIXe siècle.
À noter qu'une houillère fictive fut par après construite sur un territoire à la limite de la concession du charbonnage et de celle du charbonnage d'Angleur, la « Houillère du Vieux-Liège », à l'occasion de l'Exposition universelle de 1905 de Liège : la reconstitution comprenait, outre les installations de surface et diverses installations techniques, quelque 250 mètres de galeries où des mineurs effectuaient leurs activités d'extraction du charbon. Le site comprenait notamment une buvette souterraine.

## De nos jours
Il ne reste aucune trace de l'exploitation de ce charbonnage, si ce n'est le toponyme de Paradis qui était associé au charbonnage et d'une écluse proche, et qui est désormais celui d'une rue à proximité de la gare des Guillemins et d'une tour. Les toponymes Boverie et Avroy sont antérieurs au charbonnage.

## Sources
- André De Bruyn, Anciennes Houillères de la région liégeoise, Liège, Dricot, 1988, 208 p. (ISBN 2-87095-058-6)
- Claude Gaier, Huit siècles de houillerie liégeoise, histoire des hommes et du charbon à Liège, Liège, Éditions du Perron, 1988, 261 p. (ISBN 2-87114-031-6)